# Galphimia grandiflora
Galphimia grandiflora är en tvåhjärtbladig växtart som beskrevs av Friedrich Gottlieb Bartling. Galphimia grandiflora ingår i släktet Galphimia och familjen Malpighiaceae. Inga underarter finns listade i Catalogue of Life.